# Рудолф Линд
Рудолф Линд (на немски: Rodolphe Lindt) е швейцарски шоколатиер и изобретател. Той основава шоколадовата фабрика „Линд“ и открива така наречения метод „конширане“, както и други методи, целящи подобряване качеството на шоколада.

## Биография
Ражда се в Берн в семейството на фармацевта и политик Йохан Рудолф Линд и съпругата му Армалия Ойгения Залхли. От 1873 до 1875 година е стажант в Лозана при „Амеде Колер & филс“. Четири години по-късно основава своя собствена шоколадова фабрика в швейцарската столица.
През декември 1879 година успява да повиши качеството на шоколада, разработвайки машината за конширане – устройство, позволяващо по-фина консистенция и отстраняване на нежеланите миризми. Също така е първият прибавил какаово масло към шоколадовата маса. Тези две иновации допринасят до голяма степен за високото качество на швейцарския шоколад.
Линд продава своята фабрика редом с тайната за конширане през 1899 година на Шпрюнгли и оттогава насам името на дружеството е „Линд & Шпрюнгли“. Шпрюнгли плаща милион и половина златни франка за маркентинговите права и рецептата. Самият Рудолф Линд ръководи подразделението на дружеството в Берн до 1905 година.